# دنیای متفاوت
دنیای متفاوت(به انگلیسی: Different World) نام اولین آلبوم استودیویی تهیه‌کننده و دی‌جی نروژی، آلن واکر است. این آلبوم در تاریخ ۱۴ دسامبر ۲۰۱۸ توسط MER Musikk و سونی میوزیک منتشر شد و شامل آهنگ موفق او "محو شده" می باشد. این آلبوم همچنین شامل نسخه های منتهی به این آلبوم با عنوان World of Walker می شود که از تک آهنگ های "همه سقوط می‌کند" ، "تاریکی" و "قلب الماس" تشکیل شده بود.

## مقدمه
این آلبوم با داشتن هنرمندانی همچون استیو آوکی ، Noah Cyrus و Digital Farm Animals و به دلیل مخلوط شدن "ترک های منتشر شده" مانند "محو شده" با "ترک های جدید و متفاوت" مانند "از دست دادن کنترل" موفق شده است. واکر درباره این آلبوم گفت: "این یک احساس باورنکردنی است که می توانم اولین آلبوم خودم را با نام"دنیای متفاوت"منتشر کنم. این سالهای گذشته کاملاً خیالی بود و مطمئناً هرگز تصور نمی‌کردم که وقتی شروع کردم به این نقطه برسم. برای من بسیار متفاوت است. چیزی که من مدتی روی آن کار کرده‌ام ، و بسیار هیجان زده هستم که بالاخره با دنیا به اشتراک بگذارم و واکنش هوادارانم را بشنوم! " کمپینی برای حمایت این آلبوم با عنوان" #CreateADifferentWorld "راه اندازی شد. این افزایش آگاهی در مورد موضوع تغییرات آب و هوا است.

## لیست ترک ها
| شماره      | نام                                                                                              | مدت   |
| ---------- | ------------------------------------------------------------------------------------------------ | ----- |
| ۱.         | «Intro»                                                                                          | ۱:۱۶  |
| ۲.         | «از دست دادن کنترل (Lost Control)» (with Sorana)                                                 | ۳:۴۲  |
| ۳.         | «نمی خوام برم (I Don't Wanna Go)» (with Julie Bergan)                                            | ۲:۴۱  |
| ۴.         | «لیلی (Lily)» (with K-391 and Emelie Hollow)                                                     | ۳:۱۵  |
| ۵.         | «تنهایی (Lonely)» (with Steve Aoki featuring Isák and Omar Noir)                                 | ۳:۳۶  |
| ۶.         | «تمام این کار رو برای شما انجام می دهم (Do It All for You)» (with Trevor Guthrie)                | ۲:۵۴  |
| ۷.         | «دنیای متفاوت (Different World)» (with K-391 and Sofia Carson featuring Corsak)                  | ۳:۲۲  |
| ۸.         | «Interlude»                                                                                      | ۱:۱۹  |
| ۹.         | «برایم آواز بخوان تا بخوابم (Sing Me to Sleep)»                                                  | ۳:۰۷  |
| ۱۰.        | «همه سقوط می‌کند (All Falls Down)» (with Noah Cyrus and Digital Farm Animals featuring Juliander) | ۳:۱۸  |
| ۱۱.        | «تاریکی (Darkside)» (with Au/Ra and Tomine Harket)                                               | ۳:۳۱  |
| ۱۲.        | «تنها (Alone)»                                                                                   | ۲:۴۰  |
| ۱۳.        | «قلب الماس (Diamond Heart)» (with Sophia Somajo)                                                 | ۴:۰۰  |
| ۱۴.        | «Faded (Interlude)»                                                                              | ۰:۴۱  |
| ۱۵.        | «محو شده (Faded)»                                                                                | ۳:۳۲  |
| مجموع مدت: | مجموع مدت:                                                                                       | ۴۳:۰۲ |

| Japanese bonus tracks | Japanese bonus tracks                   | Japanese bonus tracks |
| شماره                 | نام                                     | مدت                   |
| --------------------- | --------------------------------------- | --------------------- |
| ۱۶.                   | «خسته (Tired)» (featuring Gavin James)  | ۳:۱۲                  |
| ۱۷.                   | «معمولی (Routine)» (with David Whistle) | ۲:۴۶                  |
| ۱۸.                   | «شبح (The Spectre)»                     | ۳:۱۳                  |
| مجموع مدت:            | مجموع مدت:                              | ۵۲:۱۸                 |